# فرانك هنري كوني
وهو سياسي أمريكي وكان حاكما على ولاية مونتانا الأمريكية وهو ينتمي إلى الحزب الديمقراطي ولد فرانك هنري كوني في 31 كانون الأول من سنة 1872 في مقاطعة أونتاريو الكندية تولى كوني منصب نائب حاكم ولاية مونتام الأمريكية في سنة 1932 وفي العام التالي أصبح فرانك هنري كوني حاكما على ولاية مونتانا الأمريكية مكان الحاكم جون إدوارد اريكسون الذي ترك منصبه كحاكم للولاية بسبب انتخابه عضوا في مجلس الشيوخ الأمريكي كوني توفي في منصبه في 15 كانون الأول من سنة 1935.